# Llista dels primers estats eslaus orientals
Aquest article recull en forma de llista les tribus que vivien en els territoris de l'actual Belarús, Rússia i Ucraïna. Les tribus van ser substituïdes més tard o consolidats pels eslaus, començant amb la formació de la Rus de Kíev, incloent els principats semiautònoms del Gran Ducat de Lituània, que van existir en la primera meitat del segon mil·lenni. L'àrea es va ampliar més tard per esdevenir el tsarat de Rússia, al qual li va seguir l'Imperi Rus, que finalment esdevindria part de la Unió Soviètica.

## Pobles proto-eslaus
Les cultures de clan de l'Edat de Pedra i l'edat del bronze fins al període de l'Antiguitat tardana de les societats tribals que van ser reemplaçades o es van incorporar als antics eslaus.
- Alans
- Cultura Bükk
- Cultura Bug-Dnièster
- Cultura de les catacumbes
- Cultura Cernavodă
- Cimeris
- Cultura de Cucuteni
- Cultura de la ceràmica cordada
- Cultura Dnièper-Donets
- Cultura de l'àmfora globular
- Gots
- Huns
- Cultura de Khvalinsk
- Cultura de Kortxak
- Cultura de Lipiţa
- Cultura Lusaciana
- Cultura de Mariúpol
- Cultura del Dnièper mitjà
- Cultura pomerània
- Cultura de Przeworsk
- Cultura de Samara
- Sàrmates
- Escites
- Cultura Srubna
- Cultura de Sredni Stog
- Cultura Trzciniec
- Cultura d'Ussàtove
- Vènets del Vístula
- Cultura iamna

## Antiguitat
Els eslaus van ser un grup divers de societats tribals d'Europa a l'edat del ferro i l'Edat de les Migracions les organitzacions tribals dels quals van crear les bases de les actuals nacions eslaves.
- Antes
- Abrodites
- Carantanians
- Cultura de Txernoles
- Cultura de Txèrniakhov
- Caixubis
- Cultura de Kíev
- Krivitx
- Khàzars
- Eslaus ilmen
- Lequites
- Cultura de Milograd
- Obotrites
- Eslaus polabis
- Roxolans
- Sàrmates
- Sclaveni o Sclaviniae
- Velets
- Valacs
- Wends

## Alta Edat Mitjana (ca 800-1097)
- Arsània
- Kuiaba
- Dregovitxes
- Drevilians
- Dulebes
- Krivitxes
- Polans
- Radimitxes
- Severians
- Tivertsi
- Ulitxs
- Viatitxes
- Huns (segle V-segle VI)
- Bulgària del Volga (segle VII-segle XIII)
- Khàzars (segle VI-segle XI)
- Petxenegs (860-1091)
- Kiptxaks (c. 900-1220)
- Kaganat Rus (839-882)
- Rus de Nóvgorod (862-882)
- Rus de Kíev (882-1097)

## Consell de Liubetx i després (1097-1237)
- Principat de Kíev

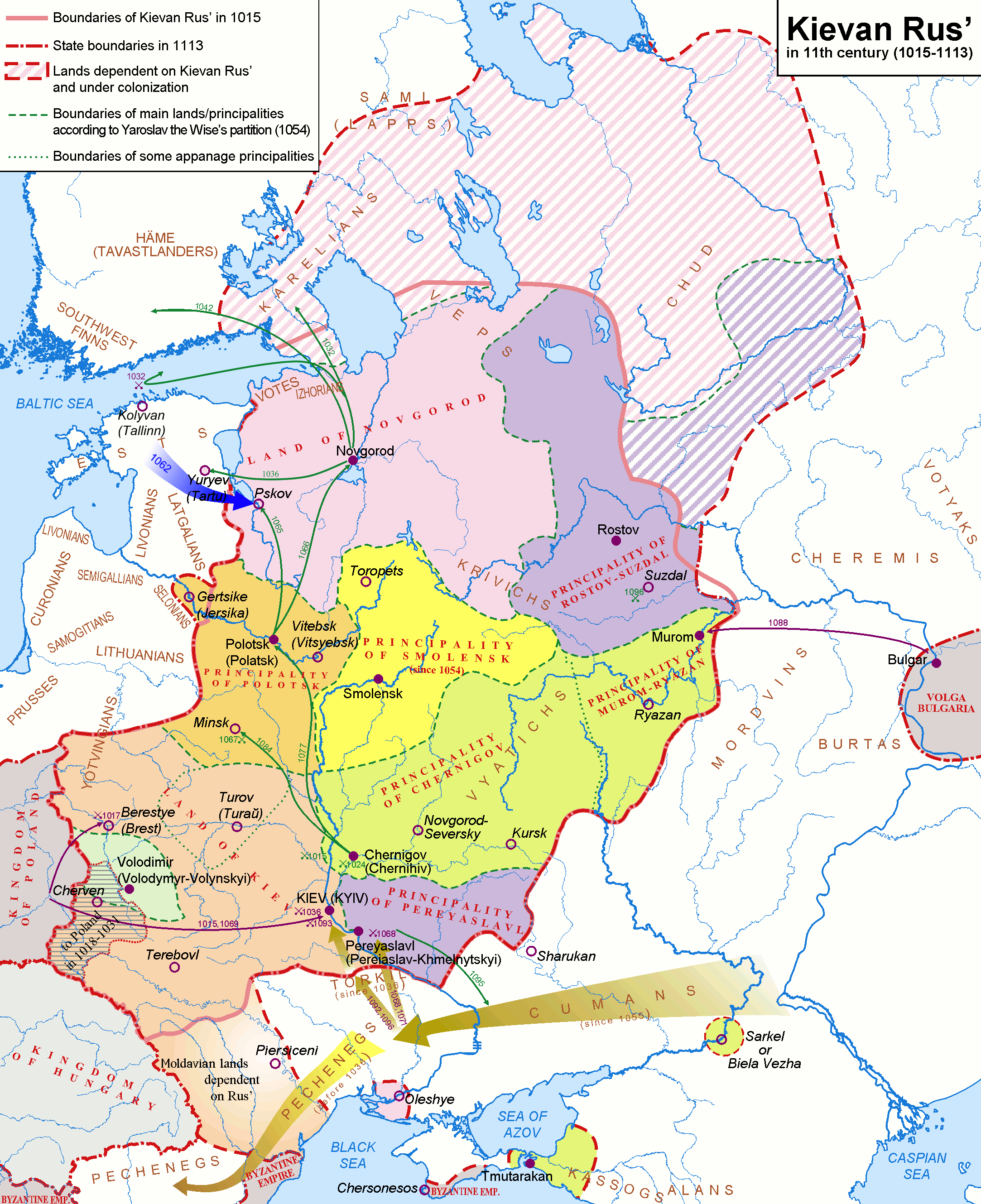
Mapa de la Rus de Kíev després del Consell de Liubetx en 1097

- Principat de Galítsia-Volínia (format en 1199 després de la unió dels principats de Halitx i Volínia) 
  - Principat de Hàlitx (des de1124) 
    - Principat de Terebovlia (per 1141; incorporat a Principat d'Halych)

  - Principat de Volínia (des de 1154)

- Principat de Rostov-Súzdal (des del 1157 - Principat de Vladímir-Súzdal) 
  - Principat de Rostov (des de 1207) 
    - Principat d'Úglitx (des de 1216)

  - Principat de Iaroslavl (des de 1218)

- República de Nóvgorod (des de 1136) 
  - República de Pskov (des de ca.1200)

- Principat de Smolensk
  - Principat de Torópets (des de 1126)

- Principat de Pólotsk
  - Principat de Drutsk (des de 1101)
  - Principat de Vitebsk (des de 1101)
  - Principat de Grodno (des de 1117)
  - Principat de Koknese (1180-1206)
  - Principat de Jersika (des de 1203)
  - Principat de Minsk (des de 1070)

- Principat de Pereiàslavl

- Principat de Túrov i Pinsk

- Principat de Txernígov
  - Principat de Vsxij (des de 1156)
  - Principat de Kizelsk (des de 1235)

- Principat de Nóvgorod-Seversk (unió personal amb Txernígov) 
  - Principat de Putivl (des de 1150)
  - Principat de Rilsk (des de 1152)
  - Principat de Kursk (des de 1195)

- Principat de Riazan
  - Principat de Múrom (des de 1127)
  - Principat de Pronsk (des de 1129)
  - Principat de Kolomna (des de 1165)

- Principat de Peremixl (al Gran Ducat de Galícia-Volhynia, posteriorment es va incorporar al Regne de Polònia)

- Principat de Tmutarakan (destruït pels cumans el 1097)

## Invasió mongola i jou (1237-1380)
Des de la Invasió mongola de Rússia fins a la batalla de Kulikovo.
- Gran Ducat de Kíev (incorporat a Lituània en 1362)
- Gran Ducat de Galítsia-Volhínia (des 1253 - Regne; incorporat al Gran Ducat de Lituània i Regne de Polònia en 1349)
- Gran Ducat de Vladímir-Súzdal
  - Principat de Vladímir (des de 1238; incorporat a Moscou en 1364)
  - Principat de Beloózero (1238-segle XV)
  - Principat de Tver (des de 1246)
  - Principat de Moscou (des 1276; des 1330 - Gran Ducat)
  - Principat de Súzdal-Nijni Nóvgorod (des 1341)
- Gran Ducat de Txernígov
- República de Nóvgorod
  - Principat del Gran Perm (des de 1323)
- República de Pskov
- Principat de Smolensk
  - Principat de Torópets (unió personal amb Smolensk, incorporat a Lituània en 1362)
- Principat de Polatsk (incorporat a Lituània en 1307) 
  - Principat de Grodno (incorporat a Lituània en 1315)
  - Principat de Vitebsk (incorporat a Lituània en 1320)
  - Principat de Minsk (incorporat a Lituània en 1326)
- Principat de Túrov i Pinsk (incorporat a Lituània en 1336)
- Principat de Riazan
- Principat de Nóvgorod-Seversk (incorporat a Lituània en 1356) 
  - Principat de Trubetsk (des 1357)
- Principat de Rostov
- Principat de Iaroslavl
- Principat de Pereiaslavl (destruït pels mongols en 1239)

## El sorgiment de Moscòvia (1380-1480)
Després de la batalla de Kulikovo
- Gran Ducat de Moscou

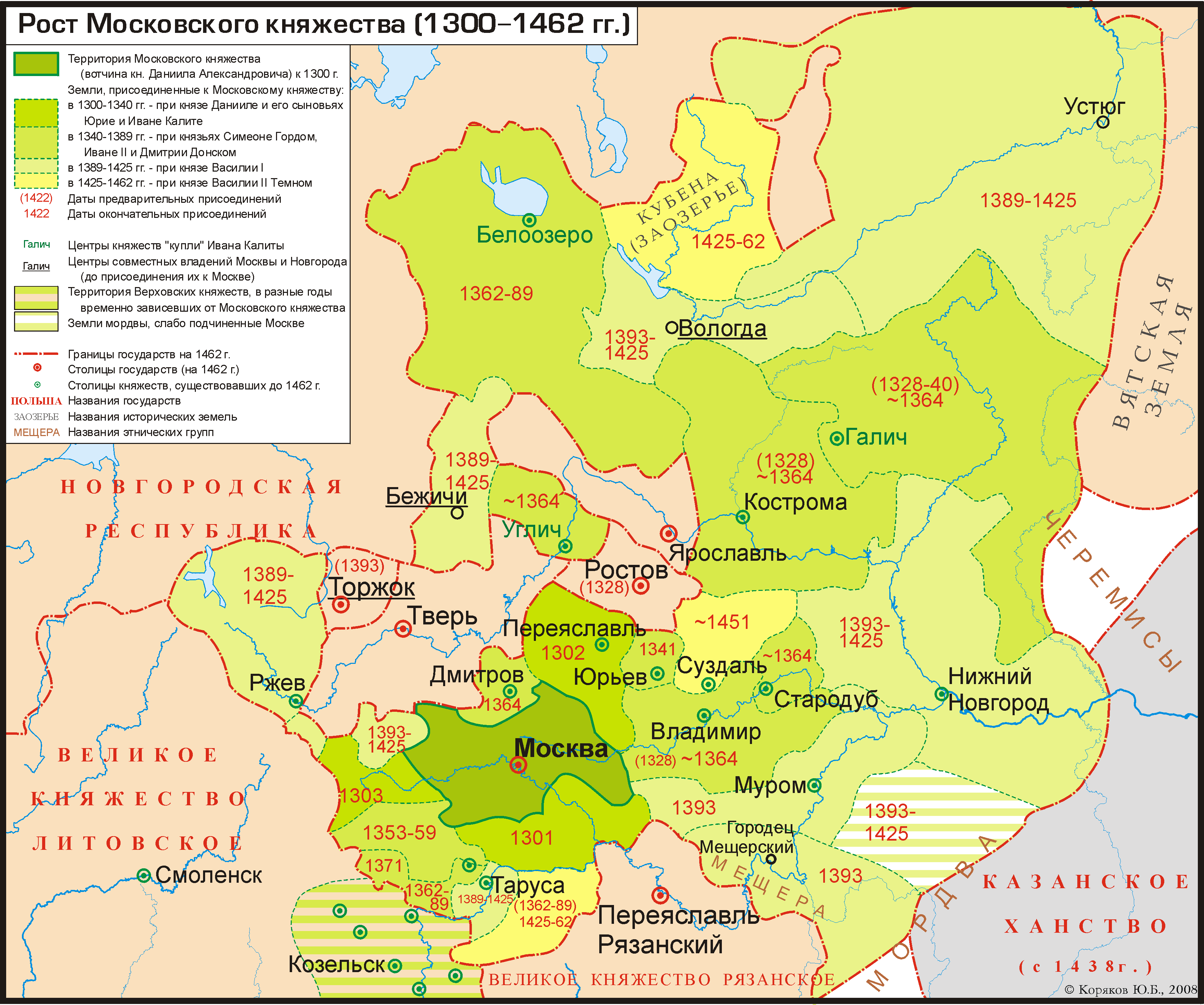
Gran Ducat de Moscou

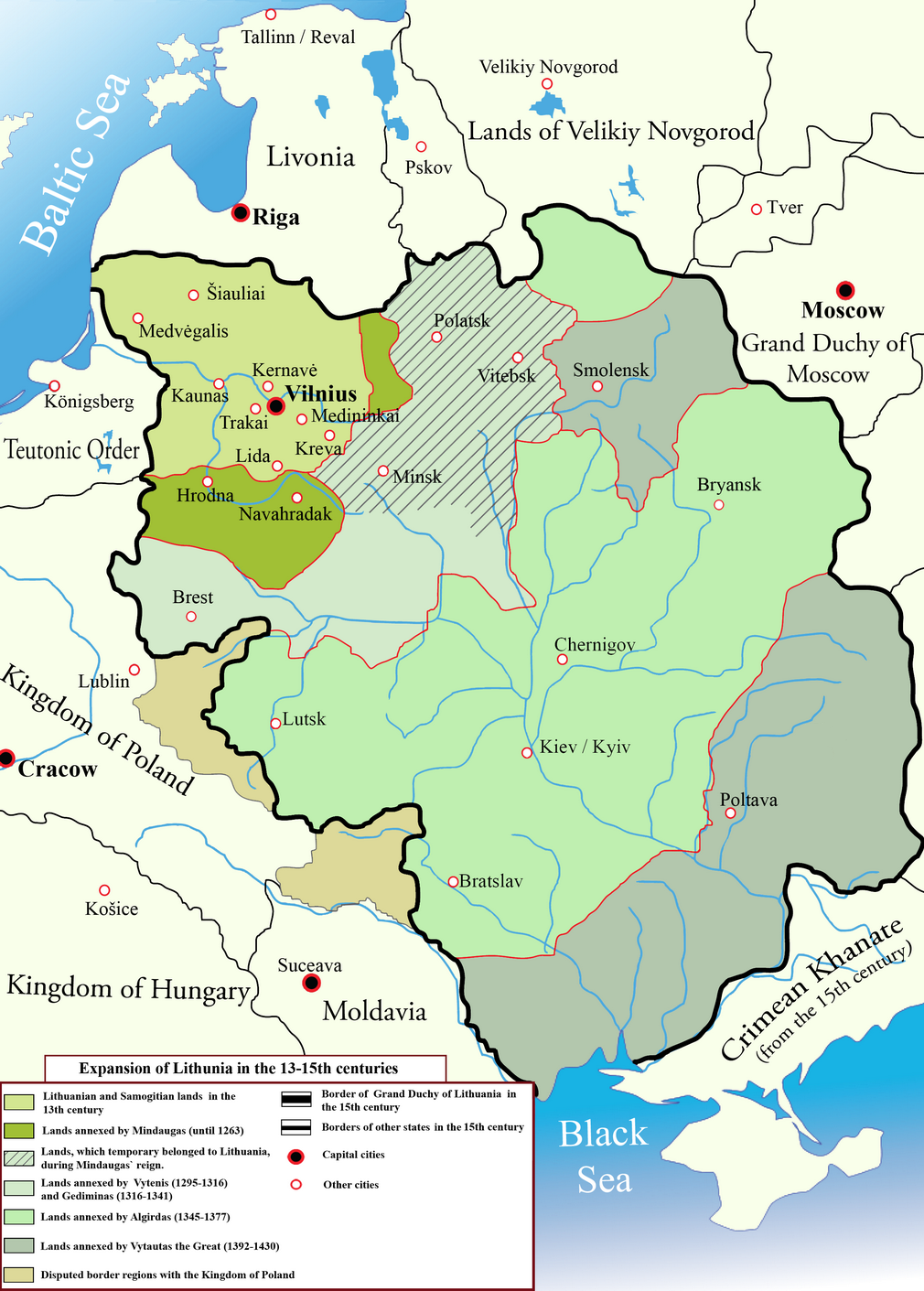
Gran Ducat de Lituània

- Principat de Múrom (incorporat a Moscou en 1393)
- Principat de Súzdal-Nijni Nóvgorod (incorporat a Moscou en 1425) 
  - Principat de Súzdal (incorporat a Moscou en 1451)
- Principat de Iaroslavl (incorporat a Moscou en 1471)
- Principat de Rostov (incorporat a Moscou en 1474)
- República de Nóvgorod (incorporat a Moscou en 1478)
- Principat del Gran Perm
- Gran Ducat de Tver
- Gran Ducat de Riazan
- República de Pskov
- Principat de Beloozero
- Principat de Trubetsk
- Principat de Starodub (incorporat a Lituània en 1406)
- Principat de Smolensk (incorporat a Lituània en 1404)
- Gran Ducat de Txernígov (incorporat a Lituània en 1406)

## El Gran Ducat, el tsarat i l'Imperi (des de 1480)
Després del Gran xoc al riu Ugra
- Gran Ducat de Moscou
- Gran Ducat de Tver (a Moscou 1485)
- Principat de Beloozero (a Moscou 1485)
- Principat de Mosalsk (a Moscou 1494)
- Principat de Mezetsk (a Moscou 1504)
- Principat del Gran Perm (a Moscou en 1505)
- República de Pskov (a Moscou en 1510)
- Gran Ducat de Riazan (a Moscou en 1521)
- Principat de Trubetsk (a Rússia en 1566)

- Antics països de l'Horda d'Or
- Kanat de Kazan (a tsarat de Rússia en 1552)
- Kanat d'Astracan (a Rússia en 1556)
- Kanat de Sibèria (a Rússia en 1598)
- Horda Nogai (a Rússia en 1634)
- Kanat de Qasim (a Rússia en 1681)
- Kanat de Crimea (en Imperi Rus en 1783)
- Kanat Kazakh (a l'Imperi el 1847)
- Emirat de Bukharà (protectorat rus des de 1868)
- Kanat de Khivà (protectorat rus des de 1873)
- Kanat de Kokand (a l'Imperi en 1883)

- Gran Ducat de Lituània (fins a la Unió de Lublin en 1569, posteriorment, vegeu Confederació de Polònia i Lituània)

## Temps moderns (des de 1917)
Després de la Revolució de Febrer de 1917:
- República de Rússia
- República Socialista Federativa Soviètica de Rússia → Unió Soviètica
- Ucraïna (Estat Ucraïnès, Ucraïna Occidental)
- República del Don → Rússia del sud
- República Popular del Kuban
- República Socialista Soviètica de Belarús → Lit-Bel → República Socialista Soviètica de Belarús → Unió Soviètica
- República Popular de Belarús (Ober Ost)
- Ucraïna Soviètica → República Socialista Soviètica d'Ucraïna → Unió Soviètica
- Ucraïna Transcarpàtica

Després de la Guerra Freda:
- Federació Russa
- Ucraïna
- República de Belarús